# Pedangkamulyan
Pedangkamulyan is een bestuurslaag in het regentschap Tasikmalaya van de provincie West-Java, Indonesië. Pedangkamulyan telt 2665 inwoners (volkstelling 2010).